# Гревиллея
Греви́ллея (лат. Grevillea) — род растений семейства Протейные (Proteaceae).
Гревиллеи распространены в Австралии, Новой Гвинеи, Новой Каледонии и на индонезийском острове Сулавеси.
Цветы ряда видов употреблялись аборигенами в пищу из-за их сладкого нектара.

## Ботаническое описание
Гревиллеи являются вечнозелёными цветковыми растениями. В разнообразии видов встречаются растения от не превышающих 0,5 метра в высоту стелющихся кустарников до 35-метровых деревьев.
Листья черенковые и бесчерернковые, простые, гладкие или зазубренные, жилкование от сетчатого до параллельного.

## Классификация

### Таксономия
Род Гревиллея входит в семейство Протейные (Proteaceae) порядка Протеецветные (Proteales).
Первые описания в 1809 использовали имя «Grevillia». Имя рода взято в честь Charles Francis Greville (1749—1809), члена Королевского Общества и Linnean Society of London.
|  |                                      |  |                                                             |                                                             |                     |  | ещё 2 семейства (согласно Системе APG II) |                    |                    |                 |
|  |                                      |  |                                                             |                                                             |                     |  |                                           |                    |                    | около 360 видов |
|  |                                      |  |                                                             | порядок Протеецветные                                       |                     |  |                                           |                    | род Гревиллея      |                 |
|  |                                      |  |                                                             | порядок Протеецветные                                       |                     |  |                                           |                    | род Гревиллея      |                 |
|  | отдел Цветковые, или Покрытосеменные |  |                                                             |                                                             | семейство Протейные |  |                                           |                    |                    |                 |
|  | отдел Цветковые, или Покрытосеменные |  |                                                             |                                                             |                     |  |                                           |                    |                    |                 |
|  |                                      |  | ещё 44 порядка цветковых растений (согласно Системе APG II) | ещё 44 порядка цветковых растений (согласно Системе APG II) |                     |  |                                           | ещё около 80 родов | ещё около 80 родов |                 |
|  |                                      |  |                                                             | ещё 44 порядка цветковых растений (согласно Системе APG II) |                     |  |                                           |                    | ещё около 80 родов |                 |

### Виды
Род содержит около 370 видов, некоторые из них:
- Grevillea banksii R.Br. — Гревиллея Бенкса
- Grevillea robusta A.Cunn. ex R.Br. — Гревиллея крупная
- Grevillea rosmarinifolia A.Cunn. — Гревиллея розмаринолистная